# Osbysjön
Osbysjön är en sjö i Osby kommun i Skåne och ingår i Helge ås huvudavrinningsområde. Sjön är 6 meter djup, har en yta på 4,86 kvadratkilometer och befinner sig 71 meter över havet. Helge å rinner genom sjön, som också får sitt vatten från den mindre Driveån. Vid provfiske har en stor mängd fiskarter fångats, bland annat abborre, björkna, braxen och faren.
Sjön delas i två delar av halvön Näset (Osbysjön, som är naturreservat med strövstigar och fågelskådartorn. Sjöns omgivningar är övervägande skog. Vid Driveåns utlopp i den norra delen ligger Osby tätort. Den södra delen genomkorsas av Helge å.

## Näset
Näset är ett kommunalt reservat som ligger på en halvö i Osbysjön. På halvön finns vattenfyllda täkter från kiselgurbrytning. Kiselguren transporterades till land med 13 pråmar och vidare med linbana till kiselgurfabriken i Hasslaröd, som var i drift till 1951. Därefter transporterades all kiselgur från Näset med omgivningar med lastbil till Skänska Kiselgurs fabrik i Östra Genastorp.

## Delavrinningsområde
Osbysjön ingår i delavrinningsområde (624823-138787) som SMHI kallar för Utloppet av Osbysjön. Medelhöjden är 78 meter över havet och ytan är 20,55 kvadratkilometer. Räknas de 83 avrinningsområdena uppströms in blir den ackumulerade arean 2 154,17 kvadratkilometer. Avrinningsområdets utflöde Helge å mynnar i havet. Avrinningsområdet består mestadels av skog (43 %). Avrinningsområdet har 4,85 kvadratkilometer vattenytor vilket ger det en sjöprocent på 23,6 %. Bebyggelsen i området täcker en yta av 3,98 kvadratkilometer eller 19 % av avrinningsområdet.

## Sjöfart
Enligt uppgift skall flottning ha förekommit från Skeingesjön till Osbysjön i slutet av 1800-talet. Johan Olsson lät som tonåring bygga en handdriven skovelbåt på Osbysjön. Som vuxen lät han 1908 bygga en mindre ångbåt vid Osbys mekaniska varv, vilken gick i nöjesturer på sjön fram till 1913. 1928-1938 trafikerades Osbysjön av en pråmliknande motordriven båt som gick i reguljär trafik Osby tätort-Näset-Kvinnön-Lövsta badplats. Under andra världskriget bröts kiselgur på Holmön och Viön i Osbysjön och transporterades med pråmar från öarna till Hasslaröd.

## Fisk
Vid provfiske har följande fisk fångats i sjön:
- Abborre
- Björkna
- Braxen
- Faren
- Gärs
- Gädda
- Gös
- Löja
- Mört
- Sandkrypare
- Sarv